# Línea 110 (Corrientes)
Línea 110 es una línea de transporte urbano de pasajeros de la ciudad de Corrientes, Argentina. 

## Recorridos

### 110

#### Ramal A
- IDA: Caa Catí - Las Margaritas - Av. Eva Perón - Las Violetas - Av. Libertad - Av. Narciso Laprida - Av. Raúl Alfonsín - Av. Chacabuco - Av. Juan Ramón Vidal - Las Heras - Av. Maipú - Av. La Paz - Av. Patagonia - Av. Sarmiento - Teniente Cundom - Vargas Gómez - Av. Teniente Ibáñez - Guastavino - Av. 3 de Abril - Buenos Aires - Bolívar - La Rioja - Puerto.
- VUELTA: Av. Costanera - Tucumán - Rivadavia - Entre Ríos - Av. 3 de Abril - Alberdi - Av. Dr. Jorge Manuel Romero - Elías Abad - Alberdi - Cementerio - Gutnisky - Alberdi - La Pampa - Hernandarias - Av. Teniente Ibáñez - Av. Sarmiento - Av. Patagonia - Av. La Paz - Av. Maipú - Av. Tte. Ibáñez - Las Heras - Av. Juan Ramón Vidal - Av. Chacabuco - Av. Raúl Alfonsín - Av. Narciso Laprida -  Av. Libertad - Las Violetas - Nity Cigersa - Las Dalias.

#### Ramal B
- IDA: Av. Juan Domingo Perón y Trento - Av. Juan Domingo Perón - Av. Nicolás Avellaneda - José Darragueira - Córcega - Medrano - Larrea - Av. Wenceslao Domínguez - Av. Cazadores Correntinos - Av. Maipú - Aconcagua - Cruz del Sud - Av. Paysandú - Rafaela - Taragüi - Av. del IV Centenario - Av. Juan de Garay - Gutnisky - Cementerio.
- VUELTA: Cementerio - Gutinisky - Av. Juan de Garay - Av. del IV Centenario - Magallanes - Cosquín - Av. Paysandú - Cruz del Sud - Aconcagua - Los Atacamas - Caribe - Av. Maipú - Madariaga - Av. Juan Ramón Vidal - Av. Cazadores Correntinos - Av. Wenceslao Domínguez - Pitágoras - Medrano - Av. Nicolás Avellaneda - Av. Juan Domingo Perón - Trento.

#### Ramal C
- IDA: Puerto - Salta - Rivadavia - Entre Ríos - Av. 3 de Abril - Av. Alberdi - Av. Teniente Ibáñez - Av. Sarmiento - Av. Patagonia - Av. Paysandú - Av. Alta Gracia - Av. Maipú - Acceso Santa Catalina - Ramón Tito Aranda - Av. Argentina Rojas - Pedro Celestino Montenegro - Eustaquio Miño - Blas Martínez Riera - Av. Nini Flores - Av. Mario Millán Medina - Eustaquio Miño - Av. Mario Millan Medina - Av. Nini Flores - Julio Montes - Av. Argentina Rojas - Odin Fleitas - Abelardo Héctor Dimotta - Pedro Celestino Montenegro - Av. Nini Flores
- VUELTA: Av. Maipú - Av. Alta Gracia - Av. Paysandú - Rafaela - Av. La Paz - Av. Patagonia - Av. Sarmiento - Teniente Cundom - Vargas Gómez - Av. Teniente Ibañez - Guastavino - Av. 3 de Abril - Buenos Aires - Bolívar - La Rioja.

#### Ramal RIACHUELO
- IDA: Riachuelo - Calle Acceso a Riachuelo - Control N.º 4 - Ruta Nacional N.º 12 - Av. Juan Domingo Perón - Av. Nicolás Avellaneda - Av. Cazadores Correntinos - Av. Juan Ramón Vidal - Av. Pedro Ferré - Av. 3 de Abril - Catamarca - 9 de Julio - Santa Fe.
- VUELTA: Santa Fe - Av. 3 de Abril - Av. Pedro Ferré - Av. Juan Ramón Vidal - Av. Cazadores Correntinos - Av. Nicolás Avellaneda - Av. Juan Domingo Perón - Ruta Nacional N.º 12 - Control N.º 4 - Calle Acceso a Riachuelo - Riachuelo.

#### Ramal SAN CAYETANO
- IDA: San Cayentano - Calle Acceso a San Cayetano - Control N.º 4 - Ruta Nacional N.º 12 - Av. Juan Domingo Perón - Av. Nicolás Avellaneda - Av. Cazadores Correntinos -  Av. Juan Ramón Vidal - Av. Pedro Ferré - Av. 3 de Abril - Catamarca - 9 de Julio - Santa Fe.
- VUELTA: Santa Fe - Av. 3 de Abril - Av. Pedro Ferré - Av Juan Ramón Vidal - Av. Cazadores Correntinos - Av. Nicolás Avellaneda - Av. Juan Domingo Perón - Ruta Nacional N.º 12 - Control N.º 4 - Calle Acceso a San Cayetano - San Cayetano.

#### Ramal GRANJA
- IDA: Granja - Calle Acceso a la Granja - Control N.º 4 - Ruta Nacional N.º 12 - Av. Juan Domingo Perón - Av. Nicolás Avellaneda - Av. Cazadores Correntinos -  Av. Juan Ramón Vidal - Av. Pedro Ferré - Av. 3 de Abril - Catamarca - 9 de Julio - Santa Fe.
- VUELTA: Santa Fe - Av. 3 de Abril - Av. Pedro Ferré - Av Juan Ramón Vidal - Av. Cazadores Correntinos - Av. Nicolás Avellaneda - Av. Juan Domingo Perón - Ruta Nacional N.º 12 - Control N.º 4 - Calle Acceso a la Granja - Granja.